# Carolin Scharpff-Striebich
Carolin Scharpff-Striebich (* 1963 in Darmstadt) ist Betriebswirtin, Sammlerin und Leiterin der Sammlung Scharpff. Sie lebt in Bonn und Berlin.

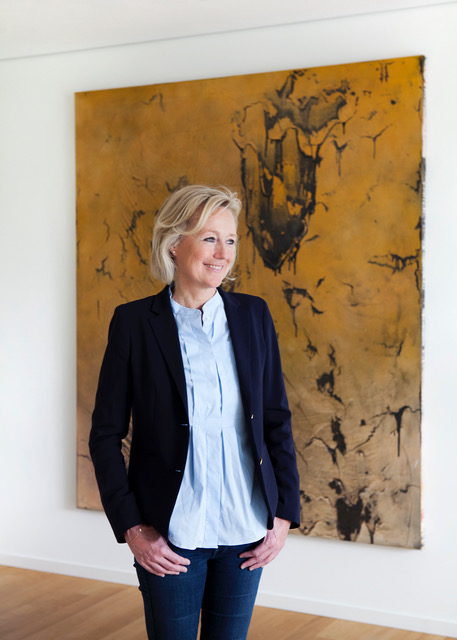
Carolin Scharpff-Striebich, 2016

## Biographie
Nach ihrem Abitur in Weinheim 1983 studierte Carolin Scharpff-Striebich Betriebswirtschaftslehre in Deutschland, Amerika und Frankreich. Im Jahr 1988 schloss sie ihr Studium als Diplom-Betriebswirtin und mit dem Master of Business Administration ab. Danach arbeitete sie für die pharmazeutische Industrie und unterrichtete Marketing an der Berufsakademie in Karlsruhe. Im Januar 2004 übernahm sie die Leitung der Sammlung zeitgenössischer Kunst ihrer Eltern Ute und Rudolf Scharpff. In dieser Zeit begann sie auch selbst zu sammeln. Seit dem Tod von Rudolf Scharpff im Jahr 2019 ist sie die Vorsitzende der Rudolf und Uta Scharpff Stiftung für zeitgenössische Kunst.
Begonnen in den 1960er Jahren umfasst die Sammlung Scharpff heute Werkgruppen international renommierter Künstler aus Deutschland (Albert Oehlen, André Butzer, Neo Rauch u. a.), den USA (Christopher Wool, Julian Schnabel u. a.) und England (Bridget Riley, Glenn Brown, Rebecca Warren).
Im Jahr 2008 wurde das sogenannte „offene Depot“ eingerichtet, in dem die Werke der Sammlungen Scharpff&Scharpff-Striebich zusammengefasst sind und im Rahmen von Kooperationsverträgen öffentlichen Museen in Deutschland zur Verfügung gestellt werden. Auf dieser Grundlage können derzeit fünf deutsche Museen – die Hamburger Kunsthalle, das Kunstmuseum Stuttgart, das Kunstmuseum Bonn, die Staatsgalerie Stuttgart und die Kunsthalle Mannheim – mit den Sammlungsbeständen nach eigenen Vorstellungen und Wünschen arbeiten.
Carolin Scharpff-Striebich baut ihre eigene Sammlung, die auf der Sammlung ihrer Eltern basiert, kontinuierlich aus. Der Schwerpunkt ihrer Sammlungstätigkeit liegt auf Künstlern Deutschland, Europa und Amerika. Sie ist Herausgeberin der Bücher Let's Talk Abstract und André Butzer. By Sammlung Scharpff und hält regelmäßig Vorträge über das Sammeln von Kunst.

## Mitgliedschaften
Carolin Scharpff-Striebich ist Vorsitzende des Kuratoriums der Peter und Irene Ludwig Stiftung, sowie Vorsitzende des Vereins der Freunde des Kunstmuseums Bonn und Vorstandsmitglied des Kunstsammlervereins in Berlin. Darüber hinaus ist sie Mitglied im Kuratorium der Staatsgalerie Stuttgart und im Stiftungsrat der Kunsthalle Tübingen.

## Ausstellungen
- 2021–2023: Angespannte Zustände. Sammlungspräsentation Gegenwart der Staatsgalerie Stuttgart im Dialog mit der Sammlung Scharpff-Striebich, Staatsgalerie Stuttgart
- 2023–2024: Menschheitsdämmerung. Kunst in Umbruchzeiten, Kunstmuseum Bonn
- 2024–2025: FOKUS SAMMLUNG, Kunsthalle Mannheim
- 2024–2025: "This is Tomorrow. Neupräsentation der Sammlung des 20./21. Jahrhunderts", Staatsgalerie Stuttgart

## Belege
1. ↑  Sammlungen Scharpff & Scharpff-Striebich. Abgerufen am 10. Dezember 2024.
2. ↑  Sammlerin Carolin Scharpff-Striebich: Nachbilder auf der Netzhaut. In: Der Tagesspiegel Online. ISSN 1865-2263 (tagesspiegel.de [abgerufen am 10. Dezember 2024]).
3. ↑  Stuttgarter Zeitung: Rudolf Scharpff ist 89-jährig gestorben: Stuttgarter Sammler war Mäzen aus Überzeugung. Abgerufen am 10. Dezember 2024.
4. ↑  Peter und Irene Ludwig Stiftung 
 Sammlerin Carolin Scharpff-Striebich ist neue Kuratoriumsvorsitzende.
5. ↑  Kunstsammlerverein e.V. Abgerufen am 10. Dezember 2024.
6. ↑  Kunstsammler e. V., Berlin. North Data, abgerufen am 10. Dezember 2024.
7. ↑  Vorstand + Kuratorium - Freunde der Staatsgalerie - Stuttgart. Abgerufen am 10. Dezember 2024.

| Personendaten    | Personendaten               |
| ---------------- | --------------------------- |
| NAME             | Scharpff-Striebich, Carolin |
| KURZBESCHREIBUNG | deutsche Kulturmanagerin    |
| GEBURTSDATUM     | 1963                        |
| GEBURTSORT       | Darmstadt                   |